# Fustiaria gruveli
Fustiaria gruveli är en blötdjursart som först beskrevs av Philippe Dautzenberg 1910.  Fustiaria gruveli ingår i släktet Fustiaria och familjen Fustiariidae. Inga underarter finns listade i Catalogue of Life.